# Джеферсън (окръг, Флорида)
Вижте пояснителната страница за други населени места с името Джеферсън.
Окръг Джеферсън (на английски: Jefferson County) е окръг в щата Флорида, Съединени американски щати. Площта му е 1650 km², а населението - 12 902 души (2000). Административен център е град Монтъчелоу.